# Givʿati-Brigade

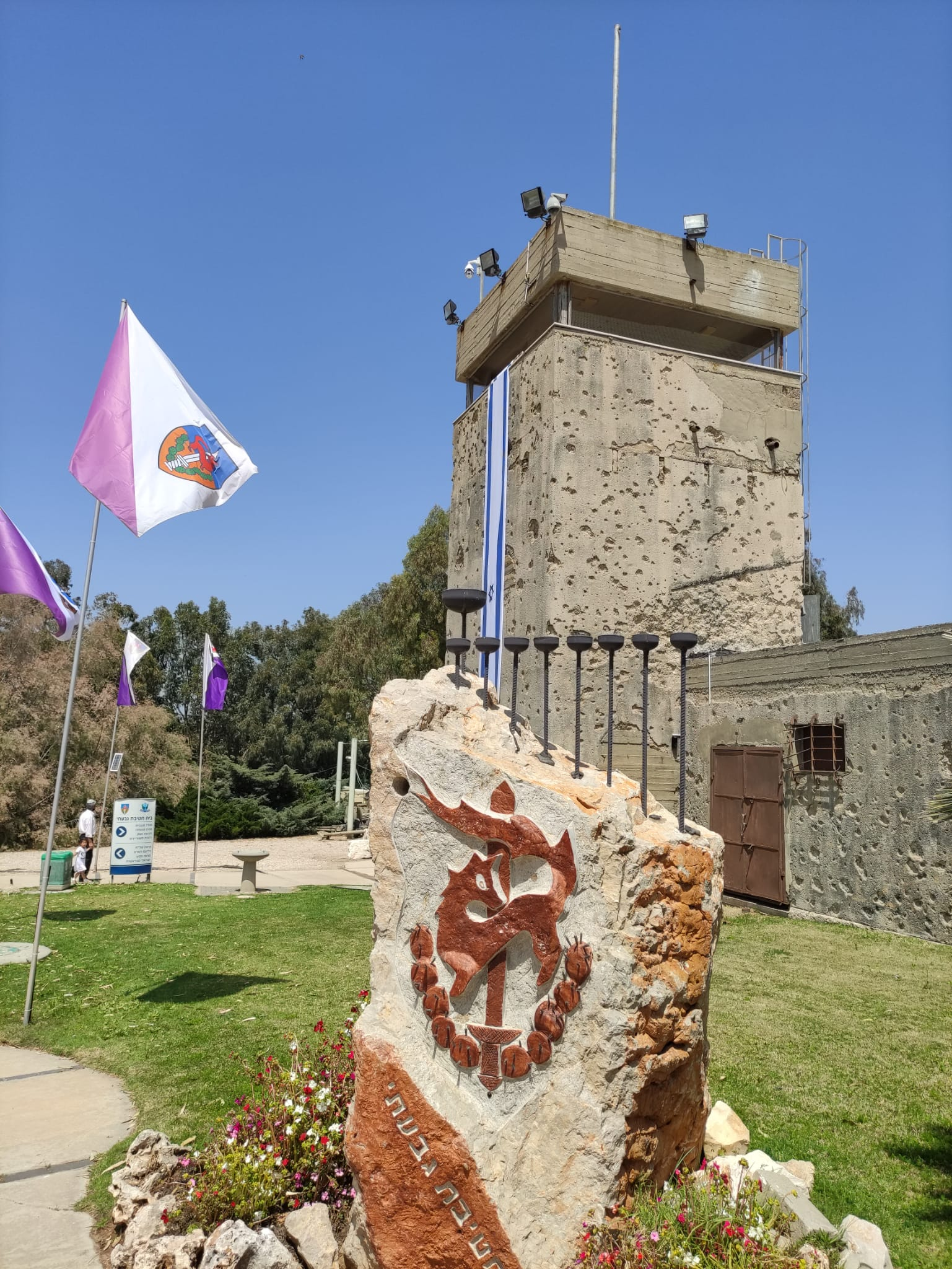
Die violett-weiße Flagge der Givati-Brigade vor dem Givati-Brigaden-Museum, auch bekannt als Metzudat Yoav, nach der Operation Joʾav. Es befindet sich im Gebäude der ehemaligen Polizeistation des Ortes Irak Sueidan, erbaut während der britischen Mandatszeit für Palästina

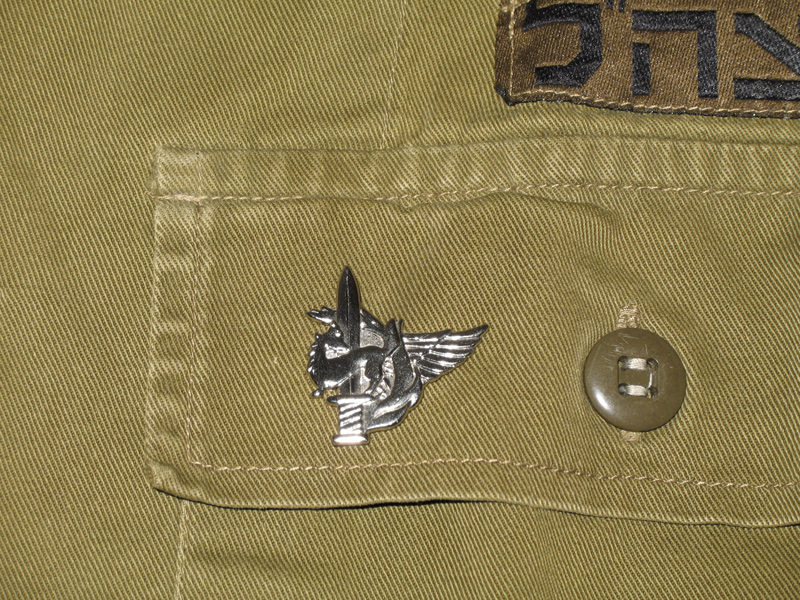
Abzeichen der Givʿati-Kampfeinheiten

Die Givʿati-Brigade (hebräisch חֲטִיבַת גִּבְעָתִי Chaṭīvat Givʿatī, von „Givʿatī“ = hochländisch / hügelig, also sinngemäß ‚Hochland-Brigade‘) ist eine Infanteriebrigade der Israelischen Verteidigungsstreitkräfte.
Sie wurde im Dezember 1947 aufgestellt und unter den Befehl von Schimʿon Avidan gestellt. Sie nahm sowohl an der Operation Nachschon teil, bei der Avidan das Kommando innehatte, wie auch an der Operation Joʾav (15. bis 22. Oktober 1948). Hier bestand ihre Aufgabe darin, die Bereiche von Ḥulayqat (حليقات; heute eine Wüstung), von Kawkaba (كوكبا; heute Kochav Michaʾel) und von jener Kreuzung einzunehmen, die heute als „Zomet Givʿati“ (צֹמֶת גִּבְעָתִי) der Nationalstraße 35 mit der Regionalstraße 232 bekannt ist. Später wurde sie aufgelöst. Bekannte Kommandeure der Brigade waren Juval Neʾeman, Chaim Bar-Lev, Matti Peled (zeitweise stellvertretender Kommandeur) und Zvi Samir. Im Jahre 1956 wurde die Givʿati-Brigade aufgelöst. 
1983 wurde eine neue Brigade gleichen Namens aufgestellt. Seit 1999 untersteht sie dem Südkommando. Givʿati-Soldaten werden durch violettfarbene Barette gekennzeichnet. Das Symbol der Brigade ist der Fuchs.
Das Museum der Givati-Brigaden befindet sich im festungsartigen Polizeifort des ehemaligen Ortes Irak Sueidan (arabisch عراق سويدان, hebräisch מְצוּדַת יוֹאָב Mətzūdat Jōʾav, englisch Iraq-Suweidan) zeigt zwei Ausstellungen: eine erzählt die Geschichte von der Givati-Brigaden während des Palästinakriegs und die andere die Geschichte der Givati-Brigade seit Wiederaufstellung im Jahre 1983.

## Einheiten
- 424. „Schaqed“ mechanisiertes Infanteriebataillon
- 432. „Zabbar“ mechanisiertes Infanteriebataillon
- 435. „Rotem“ mechanisiertes Infanteriebataillon
- 846. „Schuʿalei Schimschon“ (Füchse Simsons) Sondertruppenbataillon
  - „Diqla“ (דקלה) Panzerabwehrkompanie
  - „Dolev“ Pionierkompanie
  - „Schuʿalei Schimschon“ Aufklärungskompanie
- „Maʾor“-Fernmeldekompanie